# Elements Pt. 2
Elements Pt. 2 è il decimo album della band power metal finlandese Stratovarius.

## Tracce
1. Alpha & Omega – 6:38
2. I Walk to My Own Song – 5:03
3. I'm Still Alive – 4:50
4. Season of Faith's Perfection – 6:08
5. Awaken the Giant – 6:37
6. Know the Difference – 5:38
7. Luminous – 4:49
8. Dreamweaver – 5:53
9. Liberty – 5:01

- Esiste una versione espansa con un CD bonus come nel disco Elements Pt. 1.

## Formazione
- Timo Kotipelto - voce
- Timo Tolkki - chitarra
- Jari Kainulainen - basso
- Jens Johansson - tastiera
- Jörg Michael - batteria